# Pierre Sanfourche-Laporte
Pierre Sanfourche-Laporte (Sarlat e la Canedat, 24 de març de 1774 – Sarlat e la Canedat, 9 de juliol de 1856) fou un jurista francès. La seva obra principal, Le Nouveau Valin (1809), fa referència a René Josué Valin i al seu comentari sobre l’Ordonnance de la Marine de 1681.